# Phyllastrephus xavieri
Phyllastrephus xavieri е вид птица от семейство Pycnonotidae.

## Разпространение
Видът е разпространен в Габон, Екваториална Гвинея, Камерун, Демократична република Конго, Република Конго, Нигерия, Танзания, Уганда и Централноафриканската република.